# Fabric (discoteca)

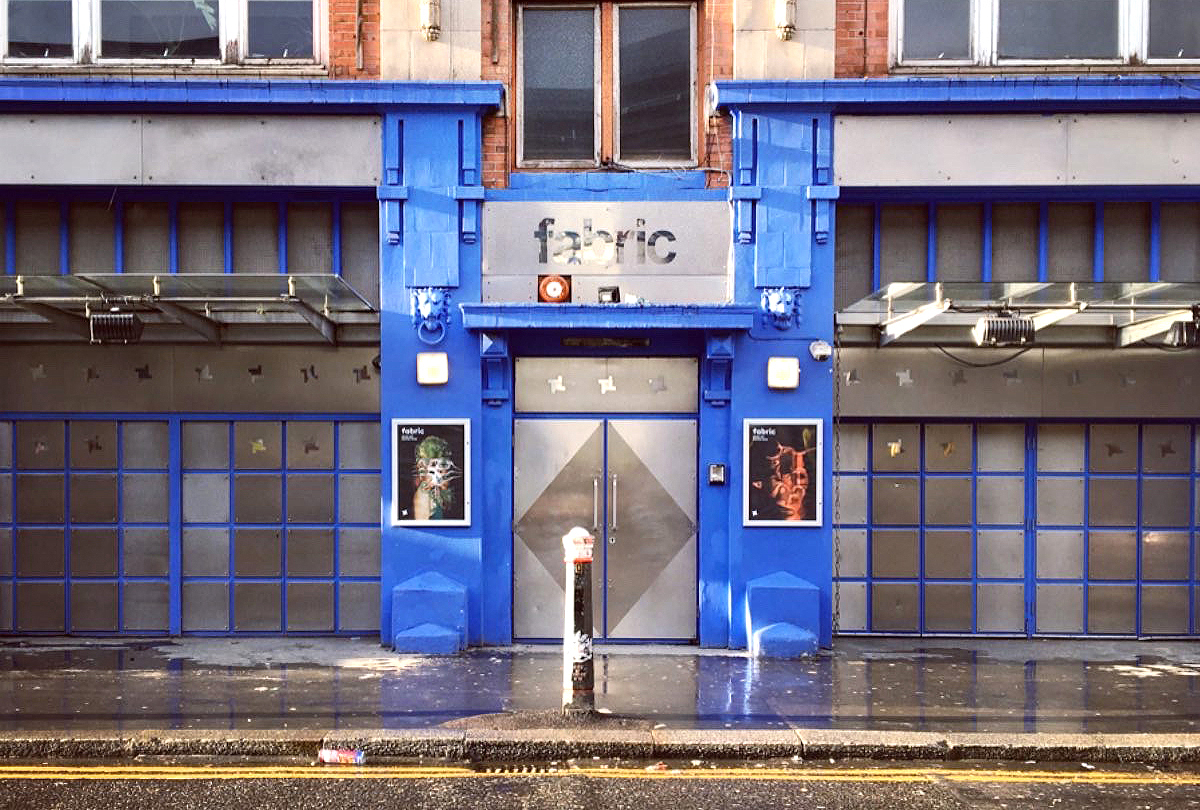
Esterno (2020)

Il Fabric è una discoteca di Londra, Regno Unito. È stata recensita nella DJ Magazine's "Top 100 Clubs list" nel 2009 e nel 2010 ottenendo la seconda posizione per due anni consecutivi. È situata a Charterhouse Street di fronte al mercato della carne di Smithfield nella parte nord della città di Londra.

## Storia
Il club è stato fondato da Keith Reilly e Cameron Leslie e ha aperto per la prima volta il 29 ottobre 1999.
Il Fabric occupa gli spazi rimessi a nuovo degli ex Metropolitan Cold Stores. Il mercato della carne di Smithfield si trova ancora di fronte ed è tuttora funzionante. L'area è stata costruita in epoca vittoriana nelle vicinanze del Holborn Viaduct e del Fleet Valley Bridge.
Il Fabric ha tre sale separate (in due di queste sono presenti i palchi per le serate live) con impianti audio indipendenti tra loro. Una particolare caratteristica del club sono le pavimentazioni vibranti della Sala 1: conosciuta come il "bodysonic" dancefloor, alcune sezioni della pavimentazione sono collegate con 400 trasduttori che emettono le frequenze più basse della musica che sta suonando.
Nel 2010, il Fabric ha annunciato di voler chiudere a causa di problemi finanziari ed è stato messo in vendita il 1º giugno 2010.
Dopo tre settimane, è stato annunciato che sarebbe rimasto aperto e che era stato comprato dal Fabric Life Limited, un consorzio che "avrebbe riportato il club alle origini secondo la primordiale visione dei fondatori Keith Reilly e Cameron Leslie". Dopo questo annuncio più di 100 persone sono state assunte.

## Chiusura e Riapertura
Il 6 settembre 2016 si è tenuto il meeting all’Islington Town Hall che aveva lo scopo di discutere ed eventualmente ritirare definitivamente la licenza al Fabric in seguito al periodo di chiusura temporanea dovuto allo svolgimento delle indagini della polizia relative alla morte di due 18enni tra luglio ed agosto. Il consiglio ha optato per la revoca del permesso e pertanto il locale dovrà chiudere i battenti. Dopo l'attuazione di una raccolta fondi, alla quale hanno partecipato dj internazionali e simpatizzanti, il Fabric ha riaperto le porte sabato 8 gennaio 2017. La gestione ha affermato che non tollererà nessun tipo di droga all'interno del locale e che denuncerà alla polizia londinese chiunque venga trovato in possesso di qualsiasi sostanza considerata illegale, oltre che bandirlo dal club.

## Generi musicali
I generi musicali che si possono ascoltare al Fabric sono vari. FabricLive è il "soundclash" del venerdì, che include dj-set che vanno dall'hip hop al breakbeat, dal dubstep al drum and bass e all'electro. Al sabato generalmente la serata è basata su ritmi house e techno. Craig Richards e Terry Francis sono i resident djs. Richards è anche uno dei direttori della programmazione musicale e seleziona le lineups del sabato sera.
Le domeniche al Fabric sono promosse come "Wetyourself", un evento no-gender che è partito nel febbraio 2009. Il sound è dettato dalle ritmiche techno e dall'underground house.

## Fabric Records
Nel 2001 il club ha iniziato a pubblicare una serie di cd, nei quali sono contenute le registrazioni degli showcase di dj emergenti non eseguite durante le serate.